# Powiat prużański (1795–1919)
Powiat prużański, ujazd prużański – powiat znajdujący się w latach 1795–1915 w granicach Imperium Rosyjskiego, jako część guberni: słonimskiej, litewskiej i grodzieńskiej. 

## Historia
Teren powiatu wszedł w skład Rosji po III rozbiorze Polski w 1795. Początkowo był częścią guberni słonimskiej (1796), litewskiej (1797–1801), a później aż do końca swego istnienia – grodzieńskiej (1801–1915). W 1878 teren powiatu zamieszkiwało 104 tys. poddanych (w tym 75 tys. rolników), spośród nich 66 tys. wyznawało prawosławie, 13 tys. katolicyzm, 14 tys. judaizm, zanotowano również 397 ewangelików. 
Powiat dzielił na 22 gminy (wołości):
- Bajki
- Bereza
- Białowieża
- Czerniaków
- Dobuczyn
- Horodeczno
- Kotra
- Linowo
- Maciejewicze
- Mikitycze
- Noski
- Rewiatycze
- Rudniki
- Sielec
- Suchopol
- Szereszów

Pozostałe gminy: Małce, Masów, Michajłów, Murawów (Murawowo), Starunów, Wielkosiele
W wyniku traktatu ryskiego powiat w całości wszedł w skład II Rzeczypospolitej i stał się częścią województwa poleskiego jako powiat prużański. Kilka gmin (m.in. Białowieżę) włączono w skład województwa białostockiego. 